# Episodi de La famiglia Addams (serie animata 1992 - prima stagione)
La prima stagione della serie televisiva animata La famiglia Addams è stata trasmessa in prima visione negli Stati Uniti dalla ABC tra il 12 settembre e il 5 dicembre 1992.
| n° | Titolo originale       | Titolo italiano | Prima TV USA      | Prima TV Italia |
| -- | ---------------------- | --------------- | ----------------- | --------------- |
| 1  | Happyester Fester      |                 | 12 settembre 1992 |                 |
| 2  | Dead and Breakfast     |                 | 19 settembre 1992 |                 |
| 3  | The Day Gomez Failed   |                 | 26 settembre 1992 |                 |
| 4  | Beware of Thing        |                 | 3 ottobre 1992    |                 |
| 5  | Girlfriendstein        |                 | 3 ottobre 1992    |                 |
| 6  | Pugsley by the Numbers |                 | 3 ottobre 1992    |                 |
| 7  | N.J. Addams            |                 | 10 ottobre 1992   |                 |
| 8  | A Thing is Born        |                 | 17 ottobre 1992   |                 |
| 9  | Chock and Dagger       |                 | 17 ottobre 1992   |                 |
| 10 | Fester's Diary         |                 | 17 ottobre 1992   |                 |
| 11 | Art to Art             |                 | 24 ottobre 1992   |                 |
| 12 | Festerman              |                 | 24 ottobre 1992   |                 |
| 13 | Sir Pugsley            |                 | 24 ottobre 1992   |                 |
| 14 | Puttergeist            |                 | 31 ottobre 1992   |                 |
| 15 | F.T.V.                 |                 | 7 novembre 1992   |                 |
| 16 | Itt's Over             |                 | 14 novembre 1992  |                 |
| 17 | A Sword Fightin' Thing |                 | 21 novembre 1992  |                 |
| 18 | Hide and Go Lurch      |                 | 21 novembre 1992  |                 |
| 19 | Hook, Line and Stinker |                 | 21 novembre 1992  |                 |
| 20 | Addams Family PTA      |                 | 28 novembre 1992  |                 |
| 21 | Little Bad Riding Hood |                 | 5 dicembre 1992   |                 |
| 22 | Little Big Thing       |                 | 5 dicembre 1992   |                 |
| 23 | Metamorphosister       |                 | 5 dicembre 1992   |                 |